# Hervormde kerk (Nederhemert-Noord)
De Hervormde kerk is een protestants kerkgebouw te Nederhemert-Noord, gelegen aan Kerkplein 1 en sinds 2015 in gebruik bij de Hersteld Hervormde Kerk.

## Geschiedenis
Reeds in 1430 was er sprake van een kapel in Nederhemert-Noord. In 1678 brandde de kapel af, en in 1685 werd een nieuwe kerk gebouwd.
Het huidige zaalkerkje werd gebouwd in 1776 als Hervormde kerk in classicistische stijl, wat onder meer tot uiting komt bij het ingangsportaal. Het is gebouwd op rechthoekige plattegrond met aan beide zijden een driezijdige afsluiting. In het midden bevindt zich een dakruiter, waarin een klokje hangt uit 1541, gegoten door Jasper Moer en Jan Moer.
In 1986 werd de kerk uitgebreid van 200 naar 400 zitplaatsen. Naast de kerk was ondertussen een verenigingsgebouw verrezen, Rehoboth genaamd. In 1998 werd dit uitgebreid en in 2012 werd de kerk vergroot tot 650 zitplaatsen. Deze uitbreiding, van een glazen koepel voorzien, werd gerealiseerd min of meer buiten het oude kerkgebouw en verbindt dit kerkje met het verenigingsgebouw Rehoboth.
De meeste Hervormden in Nederhemert-Noord zijn in 2004 overgegaan naar de Hersteld Hervormde Kerk. In 2015 werd de kerk in gebruik genomen door de Hersteld Hervormde Kerk.

## Interieur
Het interieur wordt overwelfd door een houten tongewelf. De kerk bezit een dubbele herenbank uit eind 18e eeuw, en een preekstoel uit de 19e eeuw.